# Guillem Reynés i Font
Guillem Reynés i Font (Palma, 1877-1918) fou un arquitecte i activista cultural mallorquí.

## Biografia
Fou el tercer fill del matrimoni compost pel mestre d'obres Gaspar Reynés i Coll (Alaró, 1845-Palma, 1911) i de Joana Aina Font i Mas (Palma, 1845-1924), neboda de l'escultor Lluís Font i Martorell (Palma, 1839-1904). Després d'estudiar el batxillerat a l'Institut Balear Guillem Reynés es va decidir per l'arquitectura. Va començar la carrera a Barcelona, la va continuar a Madrid i la va finalitzar a Barcelona l'any 1905. En la seva etapa d'estudiant participà en tertúlies com la dels Quatre Gats o la del Cercle Artístic de Sant Lluc, on va fer amistat amb Josep Carner i s'interesà per l'estudi de l'esperanto. També formà part de les Congregacions Marianes i simpatitzà amb els Cercles d'Obrers Catòlics de Mallorca. Si bé l'estiu de 1902 havia tingut l'oportunitat de conèixer Antoni Gaudí, el 3 d'octubre de 1905 Miquel Costa i Llobera els presentà, quan Guillem Reynés no era més que un "arquitecte novell", en paraules del poeta pollencí.
Compaginà la seva tasca d'arquitecte diocesà (1910-1918) i provincial (1911-1918) amb els encàrrecs particulars que rebia, com per exemple del financer Joan March Ordinas. La seva obra s'enquadra en diferents estils, si bé se'l pot definir com un autor modernista i regionalista. La seva inesperada mort l'any 1918 li impedí d'acabar molts dels seus projectes. El 9 de gener de 1907 es casà amb Aina Quintana Garau (Palma, 1881-1976). Oficià la cerimònia mossèn Antoni Maria Alcover, aleshores canonge i vicari general de Mallorca. La seva esposa era germana d'Antoni Quintana Garau (1884-1935), polític regionalista. El matrimoni tingué quatre fills: Gaspar (1908-1983), llicenciat en dret i periodista, director de La Almudaina (1946-1952) i del Diario de Mallorca (1968-1972); Josep (1910-1993), dentista; Joana (1912-2002), que es casà amb Manuel Pomar Valls (1908-1980) (del negoci de pintures Pomar-Flores), i Guillem Reynés Quintana (1916-1988), empleat de banca (Crèdit Balear).
Guillem Reynés va ser membre dels nuclis nacionalistes i intel·lectuals de principis del segle xx. Després de simpatitzar amb el maurisme es passà definitivament al regionalisme polític, i formà part d'un grup aglutinat entorn de La Veu de Mallorca. Des de l'any 1909 i fins a la seva mort (1918) va ser membre de la Junta Directiva de la Societat Arqueològica Lul·liana com a director del seu Museu.

## Obra
El 1905 es titulà a l'Escola d'Arquitectura de Barcelona. Va ser arquitecte diocesà de Mallorca (1910-1918) i com a tal treballà amb Antoni Gaudí i Joan Rubió en la construcció del camí dels Misteris del Roser en el Santuari de Lluc (Escorca) de 1908 a 1913, i en la capella de Sant Bernat de la Seu de Mallorca de 1913 a 1918. Uns altres treballs com a arquitecte diocesà foren les reformes del temple de la Sang, de la capella absidal de Sant Francesc i sobretot de l'església de la Real. També intervingué en el Museu Diocesà. El 1909 inicià algunes reformes al Llatzeret de Maó, tasca que li encarregà el seu metge director Manuel Romero. Els treballs finalitzaren el 1916. El 1910 actuà en el Manicomi Provincial del carrer Jesús (Palma); projectà Can Fluxà (Inca) i els pavellons d'estil modernista (avui desapareguts) per a l'Exposició de Productes de les Balears al passeig de Sagrera (juntament amb Gaspar Bennàssar). Col·laborà, a més, amb l'arxiduc Lluís Salvador en la seva obra Die Felsenfesten Mallorcas (Praga, 1910) amb un estudi sobre els castells roquers de Mallorca. El seu projecte d'eixample de la plaça del Mercat a Inca no es va arribar a dur a terme.
L'any 1911 s'inicià en el regionalisme amb l'església nova de Biniamar i la de la Santíssima Trinitat, a Palma. La primera, inacabada, bastida per iniciativa d'Antoni Maura, «d'estil romànic-gòtic, d'una sola nau i creuer, absis pla i el campanar a la façana principal, quatre capelles laterals a cada costat, cúpula, sagristia i magatzem»; l'església de la Santíssima Trinitat (1911-1914), finalitzada per Gabriel Alomar el 1935. També intervingué a la Llonja i al convent de les Religioses dels Sagrats Cors de Campos. Des del 1908 fins al 1911 dirigí les obres de les cases modernistes de Can Cassassayas, projectades per Francesc Roca (que es trobava a Argentina), on incorporà la influència dels seus mentors Jujol i Gaudí. El 1906 projectà Can Valleriola (Palma), considerada una casa modernista. El 1913 va col·laborar una altra vegada amb Joan Rubió a la Seu (restauració de la capella de Sant Bernat, 1913-1918, d'estil neogòtic i executat per l'escultor Tomàs Vila el 1918). També és el moment dels projectes com el Centre Social Educatiu dels Hostalets, el cinema Alexandra (Palma) i el Teatre Principal d'Inca. Inicià també diverses intervencions a l'església de la Immaculada Concepció a la barriada de Santa Catalina, obra original de Miquel Ferrà (1867). El 1914 acabà el magatzem de Can Mir (Inca), projectà el Monestir Park (Llucmajor) i l'antiga Escola d'Agricultura (al camí Vell de Bunyola). També guanyà el segon premi del Concurso de la Casa Española (Madrid) per la publicació d'un acurat estudi sobre el Casal Solleric. L'any 1915 reformà les murades nord i oest i bastí la Torre dels Caps (al Palau de l'Almudaina) i la residència senyorial de Joan March a Cala Rajada a la Torre Cega. Urbanitzà l'eixample nord del passeig Vara de Rey -a la vila d'Eivissa- i projectà l'església de les Reparadores de Palma, d'estil neogòtic i acabada per Guillem Forteza el 1924. També el mateix Forteza va continuar el projecte de Casa del Poble que havia dissenyat Guillem Reynés.
L'any 1916 projectà el cinema Moderno (Palma), avui desaparegut. També rebé l'encàrrec de dibuixar els projectes de les tombes reials –pensades per a la Seu- que Gaudí feu per Jaume II i Jaume III i que no s'arribaren a fer mai, ja que a Madrid foren considerats abominables. El 1916 projectà el convent de les Franciscanes Filles de la Misericòrdia (Es Pil·larí), d'un llenguatge molt semblant al que utilitzà al Manicomi. El 1917 reformà Can Descatllar, al carrer de Sant Miquel (propietat de Joan March), avui Museu d'Art Espanyol Contemporani, una mostra notable de regionalisme mallorquí amb elements d'inspiració modernista. L'any 1918 reformà la sala de sessions de la Diputació i en dissenyà el mobiliari en estil neogòtic i realitzat per la casa Juncosa i Sagristà. Aquestes feines les acabà l'arquitecte Josep Alomar el 1919. Reynés, format dins l'eclecticisme, actuà com a modernista influït per Gaudí i Rubió, i passà –paral·lelament als seus estudis sobre arquitectura mallorquina- al regionalisme sota la influència de Lampérez. El mes d'octubre de 1918 va contreure el grip a Barcelona, i el dia 13 d'octubre va morir a la seva casa de Son Rapinya.
El 1906 participà en el Primer Congrés Internacional de la Llengua Catalana amb la ponència Necessitat de reconstituir el llenguatge català en els oficis tècnics i en l'art de la construcció. El 29 d'abril de 1912 va ser nomenat acadèmic de l'Acadèmia Provincial de Belles Arts de Palma.